# 台中金典酒店
台中金典酒店（英語：The Splendor Hotel Taichung），位於臺灣臺中市西區臺灣大道與健行路口，為臺中市的五星級旅館之一。

## 歷史
- 1999年5月2日「台中晶華酒店」開幕，由東帝士集團董事長陳由豪所有，加入晶華酒店連鎖系統，後來脫離該連鎖系統，改名為「台中金典酒店」。
- 2006年東帝士集團爆發財務問題，旗下資產被銀行拍賣不良債權，臺中金典酒店因此而被法拍[2]，2007年被太子建設與勤美建設合組的日華資產管理公司所收購，改名為「台中日華金典酒店」。
- 2011年再改回「台中金典酒店」名稱。

## 樓層用途
- 16至23樓：酒店客房（222間）
- 15樓：金園中餐廳(珍珠廳、水晶廳、翡翠廳、琥珀廳、珊瑚廳)、東方金饌聯合會員服務中心、東方健康俱樂部、OrientalSPA
- 14樓：夏竹廳、春櫻廳、秋楓廳、冬梅廳、松柏廳
- 13樓：金典宴會廳（金典一,二,三,四廳、玫瑰一,二,三廳、梅花一,二廳）
- 12樓：酒店櫃台、酒店商務中心、栢麗廳全球美食自助百匯、金典鐵板燒、蘿拉牛排館（獲2017亞太A.A.美食獎[3]）、大廳酒吧、雪茄館、MIT shop
- 11樓：金典宴會廳（奧林帕斯一廳、奧林帕斯二廳）
- 10樓：金典宴會廳（喆圓廳）
- 1樓至9樓：B1至6F金典綠園道（由勤美與太子集團合資，由勤美誠品綠園道打造，曾為建台大丸百貨）、沁SPA、沁美月子中心
- 1樓：酒店大門、服務中心
- B2～B6 地下樓層：地下停車場（680格停車位）

## 交通
臺中市市區公車
- 台灣大道幹線公車 科博館站：300、301、302、303、304、305、306、307、308
- 台中客運：70、71、72
- 統聯客運：77、159
- 豐榮客運：48
- 聯營：11
- 全航客運：6268

週邊道路
- 臺灣大道
- 健行路
- 美村路

## 週邊設施
- 國立自然科學博物館
- 國立台灣美術館
- 廣三崇光百貨
- 勤美誠品綠園道
- 經國園道
- 麻園頭溪
- 台中市公共自行車租賃系統BRT科博館/金典酒店站
- 臺中市立忠明高級中學

## 外部連結
- 台中金典酒店 （页面存档备份，存于）
- 台中金典酒店的Facebook專頁
- 台中金典酒店 臺灣旅宿網 （页面存档备份，存于）

24°09′22″N 120°39′47″E / 24.1560888°N 120.6631433°E